# 身言正宗
身言正宗（しんごんしょうしゅう）は、中山身語正宗から分派した宗派教団。年代的には真言宗系の新宗教である。また光明念佛身語聖宗は同じ創始者である木原覚恵による別の宗派教団である。

## 創始者
- 木原覚恵（きはらかくえ）

身言正宗での尊称：宗祖上人

## 後継者
- 八坂仰純（やさかぎょうじゅん）

## 所在地
- 身言正宗　総本山　台覚寺

栃木県矢板市長井2782

## 教義・実践
宗祖覚恵上人が説いた『御座文』を本旨とし、「身言正根本道場」を謳い、「頼む一念」の他力信心と行による済度の力の収斂の両立（信行一如）を説く。

## 沿革
覚恵と八坂マツの次男である八坂仰純が、1972年（昭和47年）より栃木県矢板市の台覚寺を拠点として活動していたが、1978年（昭和53年）に母親の分骨問題を機に中山身語正宗の本山と対立し独立分派、身言正宗を開いた。